# Pygeum cochinchinense
Pygeum cochinchinense är en rosväxtart som beskrevs av Vidal in Lecomte. Pygeum cochinchinense ingår i släktet Pygeum och familjen rosväxter. Inga underarter finns listade i Catalogue of Life.